# Carl Friedrich Philipp von Martius
Carl Friedrich Philipp von Martius (ur. 17 kwietnia 1794 w Erlangen, zm. 13 grudnia 1868 w Monachium) – niemiecki przyrodnik i botanik, w latach 1817–1820 odbył wraz z Johannem Baptistem von Spixem (1781–1826) wyprawę do Brazylii, w latach 1821–1834 drugi a w latach 1834–1854 pierwszy dyrektor ogrodu botanicznego w Monachium. 

## Życiorys
Carl Friedrich Philipp von Martius urodził się 17 kwietnia 1794 roku w Erlangen . Jego ojciec Ernst Wilhelm Martius (1756–1849) był aptekarzem i profesorem na uniwersytecie w Erlangen . 
Po ukończeniu gimnazjum w Erlangen w 1810 roku von Martius rozpoczął studia medyczne na tamtejszym uniwersytecie, które ukończył w 1814 roku . Podczas studiów poznał botanika Johanna Christiana Daniela von Schrebera (1739–1810), a na jego zainteresowania botaniczne wpływ miał również kontakt z ogrodnikiem uniwersyteckim Rumeleinem . Zaprzyjaźnił się wówczas również z braćmi Christianem Gottfriedem Danielem (1776–1858) i Theodorem Friedrichem Ludwigiem Nees von Esenbeckami (1787–1837) . W 1812 roku, po śmierci Schrebera, do Erlangen przybyli monachijscy botanicy Franz de Paula von Schrank (1747–1835) i Johann Baptist von Spix (1781–1826), by zakupić zbiory zmarłego uczonego, którzy namówili von Martiusa, by wstąpił do instytutu prowadzonego przez Bawarską Akademię Nauk (niem.  Institut der Eleven) . Pod koniec studiów zaczął specjalizować się w botanice i pracę doktorską – Plantarum horti academici Erlangensis enumeratio – poświęcił katalogowi ogrodniczemu według metody Linneusza .
W 1814 roku zdał egzaminy do instytutu Bawarskiej Akademii Nauk i został studentem (niem. élève) , wspierając Schranka w prowadzeniu nowo założonego ogrodu botanicznego . W 1816 roku został adiunktem , a jego praca polegała na systematycznej identyfikacji i rozmieszczeniu roślin w ogrodzie botanicznym . W okresie tym często udawał się na wycieczki poznawcze, badając lokalną florę, a także roślinność w okolicach Salzburga i w Karyntii . Wyniki swoich badań zawarł w wydanym w 1817 roku dziele Flora cryptogamica Erlangensis  . Von Martius cieszył się względami króla Bawarii Maksymiliana I. (1756–1825), którego często oprowadzał po ogrodzie botanicznym . 

### Wyprawa do Brazylii

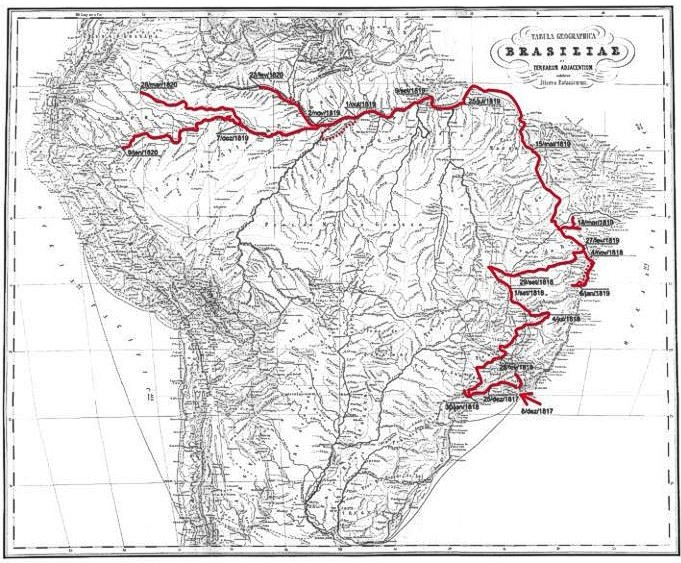
Trasa wyprawy do Brazylii, 1817–1820

W 1817 roku von Martius razem z Johannem Baptistem von Spixem (1781–1826) został wysłany przez Bawarską Akademię Nauk na wyprawę do Brazylii . Za sprawą Maksymiliana I. bawarscy uczeni zostali zaproszeni do wyjazdu przez stronę austriacką, która organizowała wyjazd do Brazylii arcyksiężnej Marii Leopoldyny (1797–1826) – świeżo poślubionej małżonki późniejszego cesarza Brazylii Piotra II (1825–1891) . Na statkach do Brazylii znajdowali się również uczeni austriaccy – botanik i entomolog Johann Christian Mikan (1769–1844), botanik Johann Baptist Emanuel Pohl (1782–1834), zoolog Johann Natterer (1787–1843), a także pejzażysta Thomas Ender (1793–1875) i nadworny ogrodnik Heinrich Schott (1759–1819) .
Bawarscy botanicy mieli zbadać wszystkie główne prowincje kraju, zebrać okazy roślin i zwierząt oraz zbadać ich występowanie, warunki życia i zastosowanie, poczynić pomiary i sporządzić mapy odwiedzanych terenów, zgromadzić informacje na temat kultury i języka Indian . Po przybyciu do Brazylii przez pięć miesięcy pozostawali w stolicy, a potem odłączyli się od uczonych austriackich i udali na objazd prowincji . Zbadali São Paulo, Minas Gerais, Goiás, Bahię, Pernambuco, Piauí i Maranhao , a następnie popłynęli w górę Amazonki do ujścia Japury, skąd Spix popłynął do granicy Peru i Rio Negro, a von Martius udał się w górę Japury . W marcu 1820 roku botanicy spotkali się ponownie w Manaus i razem wrócili do Belém . Do Monachium powrócili w grudniu 1820 roku .  
Podczas czteroletniej wyprawy von Martius i von Spix przemierzyli ok. 10 tys. km . Do Monachium przywieźli bogate zbiory – 6500 gatunków roślin, 350 gatunków ptaków, 85 gatunków ssaków, 130 płazów, 116 ryb, 2700 owadów, 50 pajęczaków i 50 skorupiaków, a także minerały i obiekty entograficzne  . Główny zbiór roślin trafił do muzeum w Monachium, a zdublowane okazy do herbariów w Berlinie, Wiedniu, Petersburgu, Londynie, Lejdzie, Genewie i Lipsku . Prywatne herbarium von Martius zakupił w 1870 roku belgijski ogród botaniczny (fr. Jardin Botanique National de Belgique) . 
W dniu powrotu z Brazylii von Martius i von Spix otrzymali Order Zasługi Korony Bawarskiej . Von Martius został przyjęty do Bawarskiej Akademii Nauk i został mianowany drugim dyrektorem ogrodu botanicznego w Monachium . W 1823 roku von Martius poślubił Franziskę von Stengel (1801–1843), córkę urzędnika bawarskiego ministerium Georga von Stengla (1775–1824), z którą miał syna Carla Alexandra (1838–1920) – późniejszego chemika oraz córki Caroline i Marie .

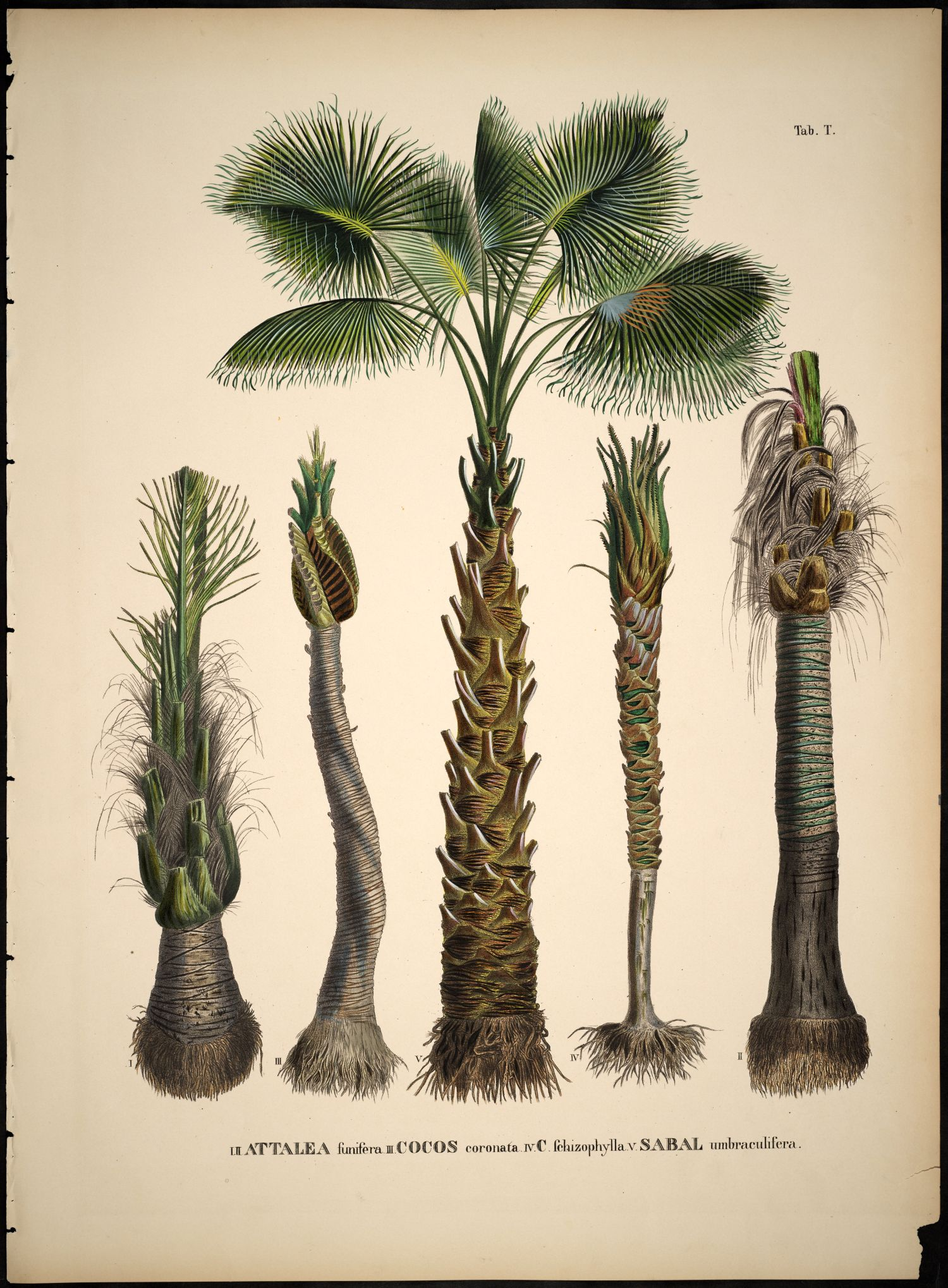
Ilustracja z Historia naturalis palmarum: I. i II. Attalea funifera, III. Cocos coronata=Syagrus coronata, IV. Cocos fehizophylla (?), V. Sabal umbraculifera = Sabal bermudana lub Sabal blackburnea lub Sabal palmetto

W 1826 roku von Martius otrzymał profesurę botaniki na uniwersytecie w Monachium . W 1834 roku, po przejściu Schranka na emeryturę, objął stanowisko pierwszego dyrektora ogrodu botanicznego . W 1840 roku został sekretarzem sekcji matematyczno-fizycznej Bawarskiej Akademii Nauk . W tym samym roku królowa Portugalii Maria II (1819–1853) przyznała mu Order Niepokalanego Poczęcia Najświętszej Marii Panny z Vila Viçosa . 
Raport z podróży von Martius i von Spix przedstawili w dziele Reise in Brasilien (1823–1831). Pierwszy tym napisali razem, lecz z powodu nagłej śmierci von Spixa w 1826 roku, drugi tom ukończył von Martius, a trzeci napisał samodzielnie . Znaczenie tej pracy dla badań Bazylii porównywano do znaczenia pracy Reise in die Äquinoktialgegenden Alexandra von Humboldta (1769–1859) dla badań innych obszarów Ameryki Południowej  . 
Opisy naukowe nowych gatunków i rodzajów roślin zebranych w Brazylii von Martius zawarł w trzytomowym dziele Nova genera et species, które dzięki wsparciu finansowym króla zostało zilustrowane 300 ręcznie malowanymi tablicami . W tym samym czasie von Martius opracował historię naturalną palm – Historia naturalis Palmarum (1823–1850), do której wkład wnieśli również Hugo von Mohl (1805–1872) o anatomii pni palmowych oraz Franz Unger (1800–1870) o skamieniałościach . Von Martius przedstawił tu swoje obserwacje liści palmowych – zauważył, że liście wydają się być ułożone w spiralny wzór podlegający zasadom geometrycznym (ulistnienie) .
W 1853 roku von Martius otrzymał Bawarski Order Maksymiliana za Naukę i Sztukę . 

### Flora Brasiliensis

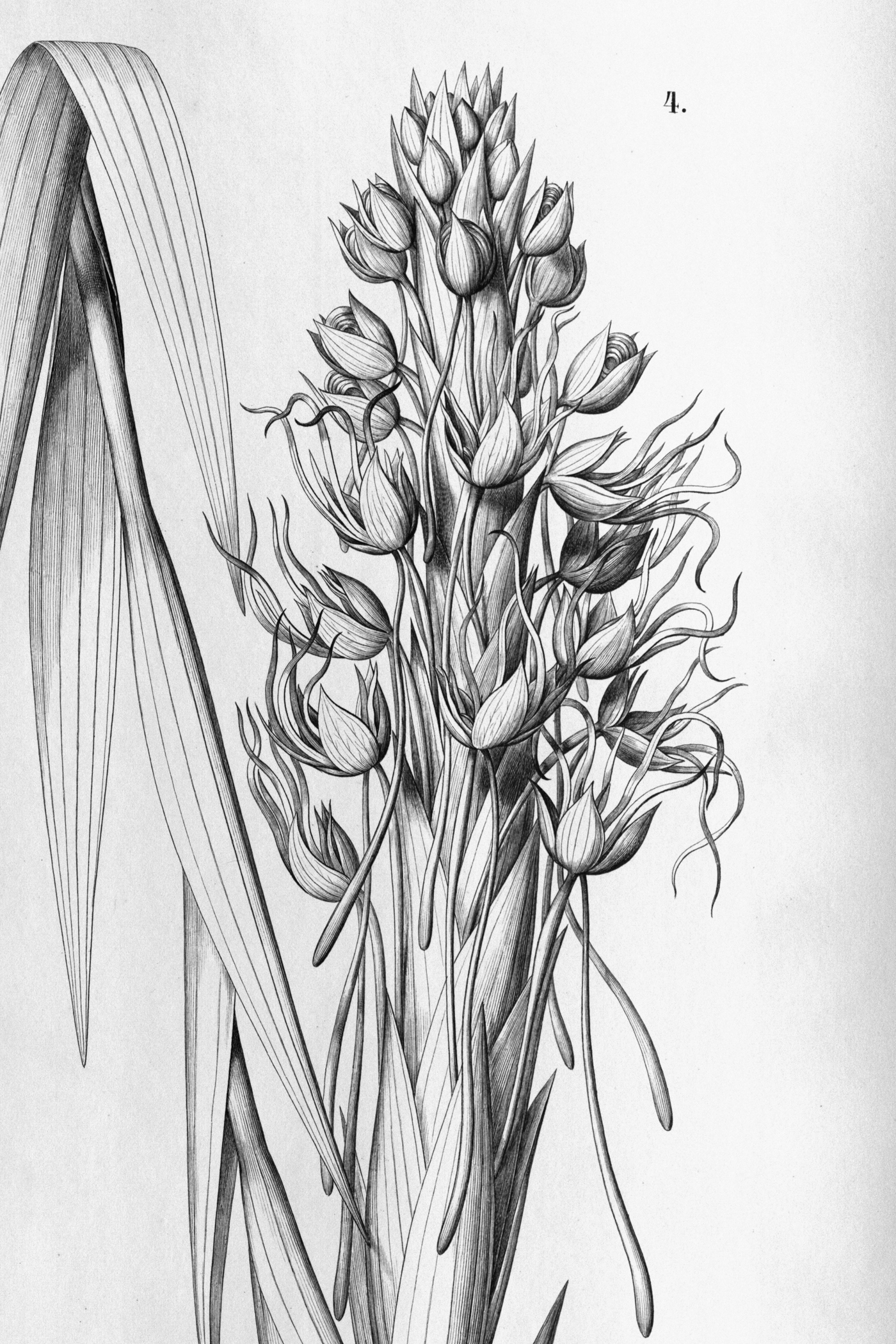
Habenaria gourlieana – ilustracja, Flora Brasiliensis, tom 3

Von Martius zaplanował także opracowanie flory Brazylii i dla tego projektu udało mu się pozyskać wsparcie m.in. cesarza Brazylii Piotra II (1825–1891) i króla Bawarii Ludwika I (1786–1868) . Nad redakcją dzieła pracował przez ostatnie lata życia, lecz jej nie ukończył . Prace kontynuował jego uczeń August Wilhelm Eichler (1839–1887), a po śmierci Eichlera Ignaz Urban (1848–1931), który ukończył dzieło dopiero w 1906 roku . 
Flora Brasiliensis liczy 15 tomów i 3811 tablic . Zawiera opisy 22 767 gatunków (w tym 5689 nowych) oraz ilustracje 6246 gatunków . Jest to największe tego typu dzieło w światowej literaturze botanicznej . W sumie przy jego opracowaniu pracowało 66 botaników z 10 krajów europejskich , m.in. Christian Friedrich Hornschuch (1793–1850), Christian Gottfried Daniel Nees von Esenbeck (1776–1858), August Grisebach (1814–1879), Johannes von Hanstein (1822–1880) i Friedrich Anton Wilhelm Miquel (1811–1871) . Choć sam von Martius opisał dwie rodziny (Anonaceae i Agaveae ), to wniósł wiele informacji o występowaniu i znaczeniu gospodarczym innych opisywanych rodzajów i gatunków . 
W latach 1965–1978 przedrukowano w całości wszystkie trzy dzieła Reise in Brasilien, Historia naturalis Palmarum i Flora Brasiliensis .   
Po śmierci von Spixa von Martius zajmował się również opisaniem języka i zwyczajów rdzennych mieszkańców Brazylii, sporządzając m.in. zapisy nutowe ich pieśni i muzyki . W 1868 roku von Martius wydał dwutomowe dzieło Beiträge zur Ethnographie und Sprachenkunde Amerikas, zumal Brasiliens . Znaczna część zbiorów etnograficznych von Martiusa i von Spixa przechowywana jest w Museum Fünf Kontinente w Monachium .     
W 1854 roku von Martius odszedł z ogrodu botanicznego i z uczelni w proteście przeciwko wzniesieniu na terenie ogrodu gmachu pałacu wystawowego Glaspalast, którego budowa związana była ze zniszczeniem części ogrodu . Zarabiał wyłącznie poprzez działalność naukową, przede wszystkim publikacje Flora Brasiliensis . Uczniami von Martiusa byli m.in. Karl Friedrich Schimper (1803–1867), Alexander Braun (1805–1877), Hugo von Mohl (1805–1872), Otto Sendtner (1813–1859) i August Wilhelm Eichler (1839–1887) .
Von Martius zmarł 13 grudnia 1868 roku w Monachium . 

## Publikacje
Lista publikacji podana za Neue Deutsche Biographie :
- 1823–1831 – Reise in Brasilien auf Befehl S. M. Maximilian Joseph's I. von Baiern von 1817—1820 unternommen, 3 tomy – 1. i 2. tom razem z von Spixem
- 1824–1832 – Nova genera et species plantarum, 3 tomy, 300 kolorowych tablic
- 1823–1850 – Historia naturalis Palmarum, 3 tomy, 245 kolorowych tablic
- 1828–1834 – Icones plantarum cryptogamicarum
- 1835 – Die Eriocauleae, w Nova Acta Leopoldina 17, 1835, s. 1–72
- 1838 – Vorträge und Reden üb. Gegenstande aus d. Gebiete d. Naturforschung
- 1840 – Flora Brasiliensis, 1. tom (pozostałe 14 tomów napisali August Wilhelm Eichler (1839–1887) i Ignaz Urban (1848–1931) – ostatni został wydany w 1906 roku)
- 1842 – Die Kartoffelepidemie
- 1866 – Akademische Denkreden
- 1868 – Beiträge zur Ethnographie und Sprachenkunde Amerikas, zumal Brasiliens

## Członkostwa
- członek korespondencyjny Rosyjskiej Akademii Nauk[7]
- 1816 – członek Niemieckiej Akademii Przyrodników Leopoldina[8]
- 1820 – członek Bawarskiej Akademii Nauk[4]
- 1826 – członek korespondencyjny Francuskiej Akademii Nauk[9]
- 1832–1864 – członek korespondencyjny Pruskiej Akademii Nauk[10]
- 1838 – członek zagraniczny Royal Society[11]
- 1845 – honorowy członek zagraniczny Amerykańskiej Akademii Sztuk i Nauk[12]
- 1851 – członek Akademii Nauk w Getyndze[13]
- 1864 – członek Pruskiej Akademii Nauk[10]

## Odznaczenia
- 1820 – Order Zasługi Korony Bawarskiej
- 1840 – Order Niepokalanego Poczęcia Najświętszej Marii Panny z Vila Viçosa
- 1853 – Bawarski Order Maksymiliana za Naukę i Sztukę

## Upamiętnienie
Na cześć von Martiusa nazwano wiele nowych gatunków roślin i zwierząt , m.in. Martiodendron Gleason (Caesalpiniaceae), Martiusella Pierre (Sapotaceae) i Martiusia Benth. (Caesalpiniaceae).  